# Michał Olszański
Michał Grzegorz Olszański (ur. 29 lipca 1954 w Kielcach) – polski pedagog i dziennikarz radiowy oraz telewizyjny.

## Życiorys
Jest synem dziennikarzy Tadeusza (1929–2023) i Barbary (1929–2015) Olszańskich. W 1977 uzyskał dyplom pedagoga w Instytucie Profilaktyki Społecznej i Resocjalizacji Uniwersytetu Warszawskiego. Do 1992 pracował w ośrodku dla trudnej młodzieży.
W 1995 podjął pracę w Trójce, dla której prowadził audycje sportowe (Trzecia strona medalu, Potrójmy o sporcie) i piątkową Godzinę prawdy; w latach 2000–2001 był dyrektorem tej stacji. W maju 2020 zakończył współpracę z Polskim Radiem. W czerwcu tego samego roku powrócił na antenę, ale jego program w sierpniu został usunięty z ramówki. Od stycznia 2021 jest dziennikarzem Radia 357.
Współpracował z Telewizją Polską, dla której prowadził Magazyn Ekspresu Reporterów (od 6 października 1999 do sierpnia 2020) i poranny program Pytanie na śniadanie wraz z m.in. Maciejem Dowborem, Iwoną Kubicz, Anną Popek oraz Moniką Zamachowską. Podczas mundialu 2006 współpracował ze stacjami Polsat, Polsat Sport i Polsat Sport Extra. Od 17 marca 2024 ponownie prowadzi Magazyn Ekspresu Reporterów w TVP1.

## Życie prywatne
Od 1977 żonaty z Magdą, terapeutką i pedagog, z którą poznał się podczas studiów. Mają dwóch synów, Antoniego i Jana.

## Odznaczenia i wyróżnienia
- Złoty Krzyż Zasługi (2003)[11]
- Brązowy Medal „Za zasługi dla obronności kraju” (2012)[12]
- Odznaka Honorowa za Zasługi dla Ochrony Praw Dziecka (2018)[13]
- Telekamera Teletygodnia (dla programu, 2011)[14].